# Jos Van Driessche
Jos Van Driessche (Lokeren, 5 maart 1930 - Sint-Denijs-Westrem, 22 maart 2024) was een Belgische architect-hoogleraar. Met invloeden van grootmeesters als Frank Lloyd Wright en Alvar Aalto, behoort hij tot een van de belangrijkste architecten uit België.

## Leven en werk

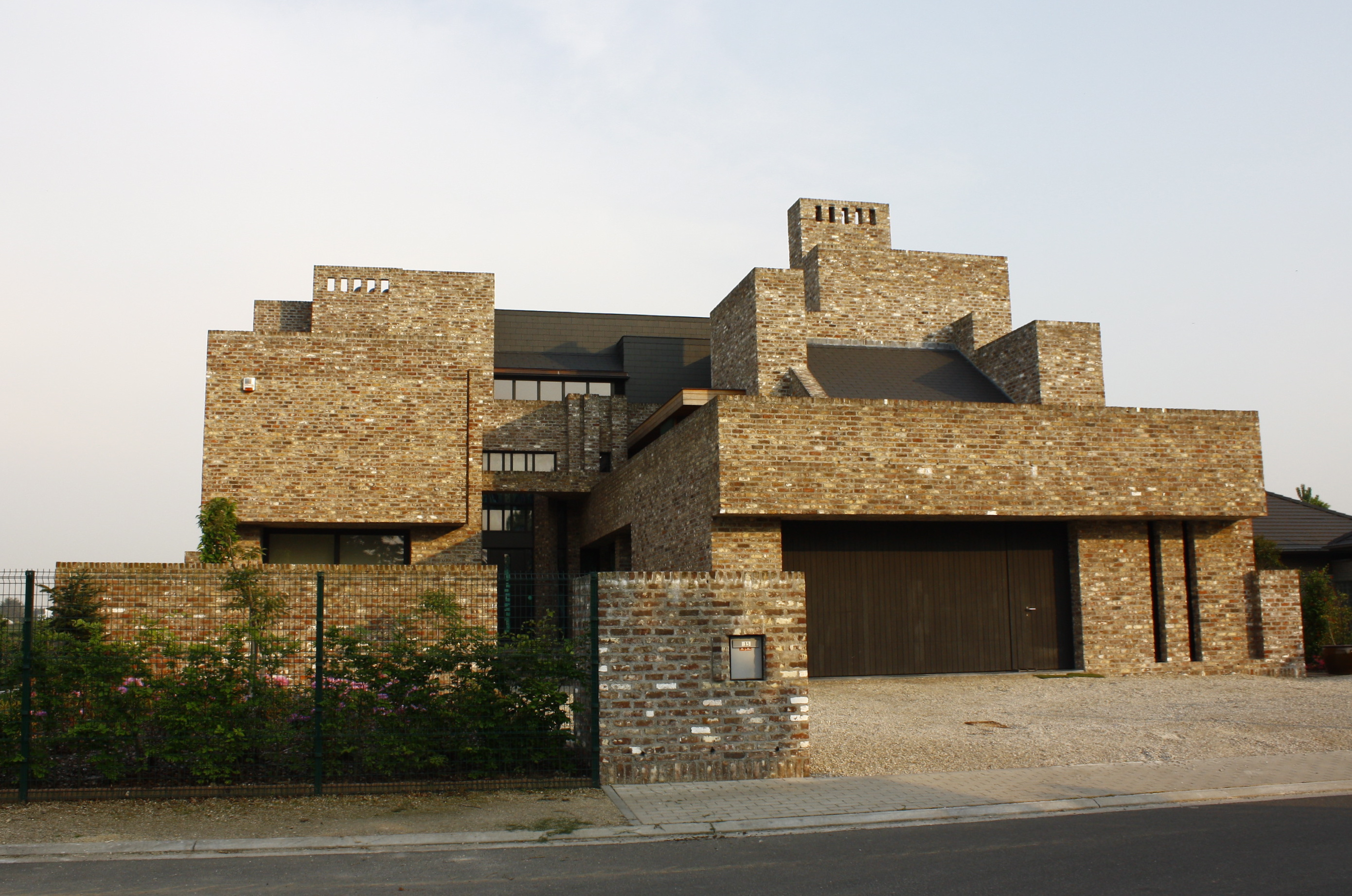
Duidelijke invloed van Frank Lloyd Wright in de werken van Jos Van Driessche

Jos Van Driessche studeerde af aan Sint-Lucasschool in Gent, en vervolmaakte zich nadien via stages in Bazel en Duitsland. Als jong architect maakte hij reizen naar Finland en Denemarken. 
De impact van de Scandinavische architectuur was duidelijke zichtbaar in zijn eigen architectuurontwerpen in een soort 'romantische modernisme', waarbij hij een organische verbinding tussen de architectuur en het reliëf ontwerpen tot stand bracht. 
In het begin van zijn carrière, nam hij elke kleine opdracht aan die hem aangeboden werd. Hij werkte ook samen met andere architecten aan grote projecten. Vaak deed hij mee aan architecturale wedstrijden, zoals in Abu Dhabi met zijn ontwerp van de 'Abu Dhabi Tower'.
Hij nam ook lessen in bouwkundig tekenen. Als architect heeft hij altijd al een grote liefde gehad voor het tekenen. Voor hem is architectuur zinloos zonder een schets of tekening. Zoals een pianist die elke dag piano speelt, is tekenen een manier van leven voor hem. Oefenen en oefenen tot het evolutie brengt.
Zijn eerste grote werk was de kerk van Mortsel. Uit meer dan tachtig ontwerpen die aanbod kwamen, was het zijn ontwerp dat gekozen werd. Hij werkte ook samen met andere architecten aan de Duitse Paviljoen (1958). Andere interessante projecten zijn de villa Moerman in Lokeren (1963) en de lagere school van Lokeren. Voor sommige grotere projecten werkte hij samen met andere architecten, zoals bij het Sparrenhof te Lokeren, het Museum van Deinze en de Leiestreek (1967), de Onze-Lieve-Vrouwkerk Hulp der Christenen in Lokeren (1967-1969), de Heilige Familiekerk in Hamme (1969-1971), het Monument E3 en nog vele andere projecten. Een van zijn beste werken is zijn eigen woning (1970). Samen met zijn buurman, die ingenieur was, maakte hij zijn woning met twee delen. Een deel voor hem en een deel voor zijn dochter. Bij een bezoek aan een woning van Frank Lloyd Wright (Falling Water) haalde hij hier inspiratie uit en paste deze toe op zijn eigen woning.
Jos Van Driessche is ook emeritus docent-hoogleraar aan het Hoger Sint-Lucasinstituut te Gent. Hij is tevens naast architect-hoogleraar bijkomend tuinarchitect, binnenhuisarchitect en stedenbouwkundige.

## Architecturale invloeden
Jos Van Driessche inspireerde zijn werk vooral op de Amerikaanse architect Frank Lloyd Wright.
Hij wekt zelfs de indruk dat de Vlaamse architectuur via de architectuur van Wright haar eigen roots heeft herontdekt. Een beslissende element waardoor de architectuur van Wright, en in het bijzonder de prairiehuizen, vandaag nog handzaam zijn om woonhuizen in Vlaanderen te ontwerpen, is de magische plaats die de Amerikaan wist te geven aan het vuur. Prairiehuizen zijn wellicht de eerste bijdragen van een Amerikaanse architect in de cultuur van de woningbouw. Met die huizen, volgens een open plan georganiseerd onder een tentachtig dak rond een centraal haardvuur, gaf Wright een symbolische vertaling aan de trekkerscultuur.

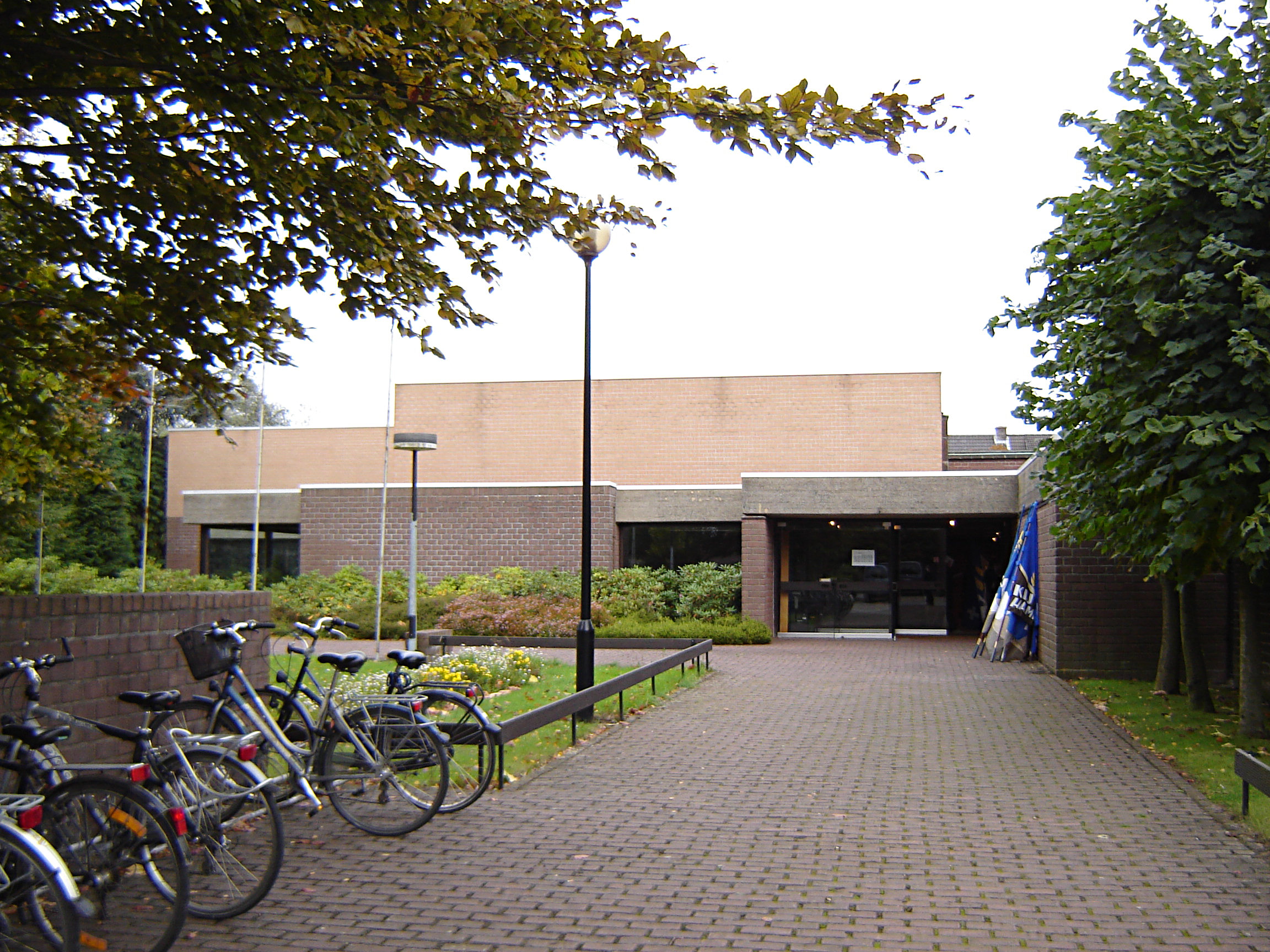
Parochiekerk Heilige Familie - Hamme

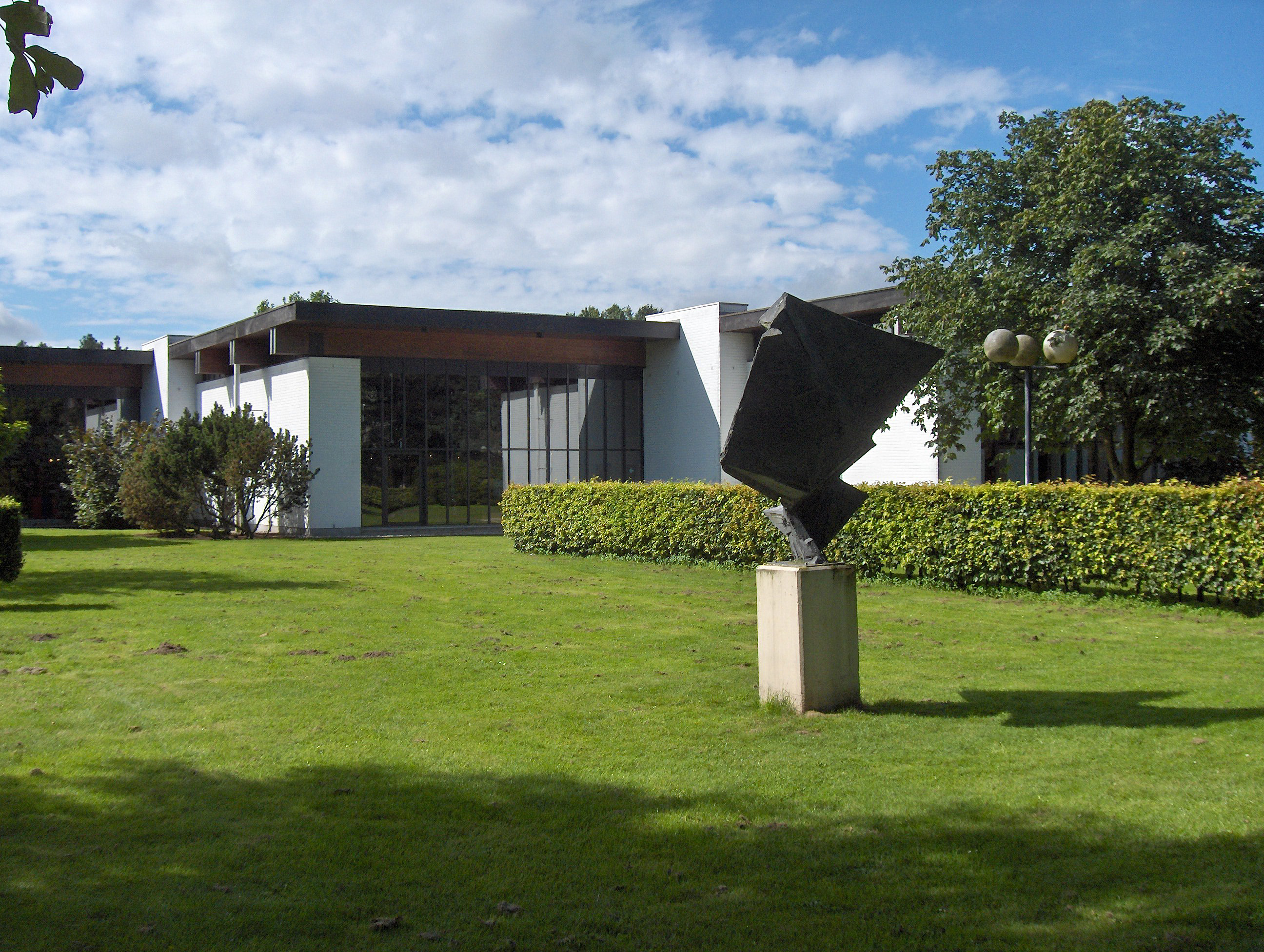
Museum van Deinze en de Leiestreek - Deinze

## Werken

#### Woning Moerman
Heel wat kenmerken van grote artiesten zoal Permeke en Wright zijn duidelijk te zien in deze woning van begin de jaren 60. Het huis Moerman had toen al iets organisch door het veelvuldig gebruik van hout en breuksteen, maar vooral door de quasinatuurlijke manier waarop het zich ingreep in de omgevende tuin en deze in zich opnam in een spel van uitspringende volumes en daken.
In de woning Moerman betrachtte Jos Van Driessche, zoals hij omschreef in de gids 'Architectuur in de Provincie', een kwaliteitsverhoging te bekomen met een open ruimtelijke werking en tevens een sfeer van geborgenheid en natuurgebondenheid na te streven die doorzichten accentueert, landschappen opneemt, patio's insluit en een interessantere en betere beleving mogelijk maakt. Later zouden die kenmerken nog uitdrukkelijker aan bod komen, Bijvoorbeeld in zijn eigen woning in Sint-Denijs-Westrem
Het comprimeren en verticaal ontwikkelen van het bouwvolume tot een toren. Het omdraaien van de toegang naar de achterzijde. Het ophogen van de voortuin om er een functionele buitenruimte van te maken. Het openen van de zitruimte op het stuk landschap dat er nog rest in de buurt. Dit alles zijn ontwerpbeslissingen die de banaliteit van de gemiddelde verkavelingwoning ver overstijgen.
Door de compacte vorm, de hoogte, de patiovoortuin en de rijwoning-achtige structuur van het gebouw lijkt het alsof Van Driessche wil aantonen dat het mogelijk is dergelijke huizen aaneen te schakelen tot een compacte woonkern, een soort verstedelijkt dorp zoals er in Frankrijk en Italië al bestaan.

#### Woning voor zoon
In de woning die Jos Van Driessche voor zijn zoon bouwde in Eke, duikt het patroon van een centrale vuurplaats weer op. Bovendien zoekt dit huis, net zoals Wrights huizen, een manier om zich te verenigen met de omgeving, om de architectuur van huis en tuin als een gebeuren op te vatten. Die symbiose tussen architectuur en natuur wordt bovendien in de hand gewerkt door het veelvuldig gebruik van natuurlijke materialen zoals hout, lokale baksteen, een ambachtelijke veldovensteen. Maar zelfs in het leggen van de baksteen en de overtollige mortelspecie die zich gewoon van tussen de voegen perst, herken je de experimentele toets van Wright. Het effect van dit alles is dat Van Driessche het idioom van Wright vertaalde in een aardse, Permeke-achtige, expressionistische stijl, die zo uit de klei van de Scheldevallei lijkt te zijn geboetseerd.

#### Museum van Deinze en de Leiestreek
Het Museum van Deinze en de Leiestreek in Deinze(1981) ontwierp hij samen met Jean Van den Bogaerde en Herman De Witte. Het is een strak gebouw met grote glaspartijen en vlakken van licht hout. De grote ramen en een piramidevormige koepel zorgen voor de lichtinval, zodat er ook hier contact is met het landschap.

#### Parochiekerk Heilige familie
De Parochiekerk in Hamme werd opgericht in opdracht van de kerkfabriek ter vervanging van de voorlopige kerk van de parochie Heilige Familie. De nieuwe parochiekerk werd gebouwd volgens plannen van 1970 naar ontwerp van de architecten Jos Van Driessche, Jean Van Den Bogaerde en Lucien van Kerckhove. De diepe voortuin is door onderbroken lagere en hogere muren afgebakend. Aan de straatzijde links, verhoogd tot een kleine campanile en rechts voorzien van een modern kruis, bevindt zich de brede oprit die deels door muren geflankeerd is. Deze buitenruimte vormt als overgangszone zowel visueel als structureel een eenheid met het architecturale concept van de kerk.

#### Parochiekerk Heilige Bernadette
De Parochiekerk in Mortsel, provincie Antwerpen, werd opgericht in 1966. Ze werd gebouwd naar het ontwerp van de architecten Jos Van Driessche en Jean Van Den Bogaerde. Deze moderne kerk werd opgetrokken in beton en baksteen.

#### Monument E3
Minister J. De Saeger vond het in 1970 gepast om een internationale wedstrijd in te richten voor het ontwerp van een ruimtelijk symbool te bouwen ter hoogte van het klaverblad te Zwijnaarde. Samen met Van Den Bogaerde en beeldhouwer Vic Temmerman werkte Jos Van Driessche aan het ontwerp van "Monument E3", een monument dat over de snelweg E3 (later E17) zou komen en dat in een internationale wedstrijd de eerste prijs won, maar uiteindelijk niet werd gerealiseerd.

#### Eigen Woning
Samen met de steun van een ingenieur startte hij een project aan de Kortrijksesteenweg te Gent. Dit project bestond uit twee woningen met elk een eigen studio bedoeld voor onderdak aan tijdelijke collega's die hulp kwamen bieden tijdens langdurige projecten/wedstrijden. 
Door de uitgeperste mortelspecie doet hij een architecturale knipoog naar zowel Frank Lloyd Wright als naar de schors van de rondom geplante naaldbomen. 
Door een zoektocht naar de ingang wordt men op een gepaste manier in de stemming gebracht om het veelzijdige interieur te ontdekken. Deze staat ook rechtstreeks in contact met de natuur door de grote ramen waarmee men de patio’s binnen trekt.
1. ↑  Overlijden van Jos Van Driessche (22/03/2024). www.uitvaartparel.net. Geraadpleegd op 11 augustus 2024.